# I Am Yours
«I Am Yours» (в переводе с англ.  «Я ваш») — песня австрийской группы The Makemakes, представлявшая страну на музыкальном конкурсе Евровидение 2015. Сингл был издан в цифровом формате 6 марта 2015 года.
Премьера песни состоялась во время отборочного конкурса на Евровидение Wer singt für Österreich?, проходившего в Вене. Помимо «I Am Yours» The Makemakes также исполняли для отбора другую песню под названием «Big Bang». «I Am Yours» прошла в финальный этап конкурса, где и была выбрана победителем.

## Список композиций
| №  | Название     | Длительность |
| -- | ------------ | ------------ |
| 1. | «I Am Yours» | 3:00         |

## Позиции в чартах
| Чарт (2015)                 | Наивысшая позиция |
| --------------------------- | ----------------- |
| Австрия (Ö3 Austria Top 40) | 2                 |

## Хронология издания
| Страна  | Дата         | Формат           | Лейбл          |
| ------- | ------------ | ---------------- | -------------- |
| Австрия | 6 марта 2015 | Digital download | ORF-Enterprise |